# 杜家庄墓群
杜家庄墓群，位于中国青海省湟中县总寨乡杜家庄村，为第二批青海省文物保护单位，公布日期为1957年12月13日，类型为古墓葬。
杜家庄墓群的历史年代为汉。